# حمض أكسالوأسيتيك
حمض أكسالوأسيتك هو مركب عضوي بالصيغة الكيميائية HO2CC(O)CH2CO2H. وقاعدته المترافقة تسمى أكسالوأسيتات.